# Fabio Canino
Fabio Canino (Firenze, 15 agosto 1963) è un attore, personaggio televisivo, conduttore radiofonico e conduttore televisivo italiano.

## Biografia
Di padre originario di Ischia, dopo il diploma nel 1983 studia recitazione con Antonio Rugani della Bottega Teatrale di Firenze e, successivamente, al Centro di Teatro Attivo di Milano nel corso per attori professionisti del 1988. Animatore in villaggi turistici per qualche anno, esordisce come attore e autore teatrale; interpreta, tra le altre, le commedie La tempesta di William Shakespeare e Histoire du soldat di Igor' Fëdorovič Stravinskij.
Nel 1999 porta sul palcoscenico Carosello, e dopo tutti a letto, di cui firma la regia. Nel 2003 conduce il programma televisivo comico Assolo su LA7. Dopo un periodo trascorso negli USA, porta con successo in Italia alcuni testi teatrali ivi ancora inediti, come Making Porn di Ronnie Larsen. Al cinema è protagonista del film di Maurizio Ponzi Fratelli coltelli (1996) e di Besame mucho (1998), per poi recitare in una piccola parte in A ruota libera di Vincenzo Salemme.
Partecipa al programma televisivo Macao di Gianni Boncompagni per poi approdare a Le Iene dal 1998 al 2000. Conduttore nella rete satellitare GAY.tv, è il presentatore sulle reti Mediaset dei programmi Cronache marziane e Frankenstein. Conduce programmi su Rai Radio 2, Play Watch su Play Radio (insieme a Francesca Zanni), il telegiornale satirico Tg Show sul canale Sky Show (2007) e Votantonio, programma in onda in prima serata su Rai 2. 
Negli stessi anni è impegnato nella conduzione di Star System su Radio Monte Carlo e di Hot Settanthot su Raisat Premium. Dal 2007 è giurato nel programma di Rai 1 Ballando con le stelle (ancora giudice in carica). Nel 2008 conduce il talent show Celebrity su Sky Vivo, e dal giugno 2011 al luglio 2020 Miracolo italiano, (Premio “Microfono d’Oro” 2019”) in onda tutte le mattine su Rai Radio 2, insieme a LaLaura.
Nel 2013 conduce il programma comico di seconda serata Aggratis!, trasmesso in diretta da Rai 2.
È stato per sette anni direttore artistico del Festival Friendly Versilia a Torre del Lago. È autore dei libri Omo Sapiens, Lettere alla Iena, Mai più senza - Dizionario del perfetto marziano e Raffabook, più che un libro uno show del sabato sera.
Nel 2015 ha scritto il testo del pezzo di Immanuel Casto intitolato Da grande sarai frocio. Canino è apertamente gay e impegnato su temi di carattere LGBT e sociale, come conduttore dei Diversity Media Awards e testimonial della campagna "Giù le mani dai bambini".
Nel 2019 ha ideato e condotto un format teatrale dal titolo "Le lezioni Italiane di Fabio Canino" con ospiti e divulgatori di varie materie. Sempre nel 2019 pubblica Le parole che mancano al cuore e viene invitato a presentarlo presso il Parlamento europeo a Bruxelles.
Ad aprile 2020, commenta in diretta insieme a Ema Stokholma su Rai 1 Together at Home, il concerto collettivo virtuale organizzato in collaborazione con Lady Gaga dalla Global Citizen a sostegno dell'Organizzazione mondiale della sanità. 
Attualmente presenta in coppia con Laura Piazzi il programma "I Miracolati"  che va in onda su Radio Capital dal 2022 dalle 9.00 alle 10.00 del mattino.

## Filmografia
- Fratelli coltelli, regia di Maurizio Ponzi (1997)
- Besame mucho, regia di Maurizio Ponzi (1998)
- A ruota libera, regia di Vincenzo Salemme (2000)

## Teatro
- Il teatro dei Giardinieri di Karl Valentin – regia di G. Zappelli
- Histoire du soldat di Igor' Fëdorovič Stravinskij – regia di G. Zappelli – Centro Produzioni Artistiche del D.A.M.S
- La tempesta di William Shakespeare – regia di Carlo Cecchi – Compagnia Gran Teatro di Firenze
- Chicago Dream, the Musical! – regia di P. Hammerschmidt – Actor Studio NYC
- La Fiaba dello Zar Saltan di N.R. Korsakov – regia di Luca Ronconi – Teatro alla Scala di Milano
- Alice di Lewis Carroll – regia di C. Rossi – AS.TE.R. Firenze
- Il Giornalino di Gianburrasca – regia di Angelo Savelli – Pupi e Fresedde Firenze
- Carosello, e dopo tutti a letto – regia di Fabio Canino – T.d.D. Firenze
- Fiesta – regia di Fabio Canino (2000–2003 e 2008–2009)
- Making Porn di R. Larsen – regia di B. Montefusco – Beat72 Roma
- Amici Complicati Amanti di Harvey Fierstein – Rainbowonstage di Roma
- Dignità Autonome di Prostituzione (2008) di Luciano Melchionna
- Tutta colpa di Miguel Bosé di Sciltian Gastaldi – regia di Angelo Savelli (2011) – Pupi e Fresedde Firenze
- La piccola bottega degli orrori Musical – regia di Piero Di Blasio (2019–2022)
- Le Lezioni Italiane di Fabio Canino un talk seriamente leggero estate (2021) – presso Brancaccino Openair
- Fiesta – 20 anniversario – regia Piero Di Blasio (2021) – Teatro Sala Umberto Roma
- Trovatene uno bravo – regia Stefano Messina – debutto Festival Versiliana 2023

## Programmi televisivi
- Donna sotto le stelle (Rai 1)
- Super DUT sit-com (Junior Tv)
- Saxa Rubra (Rai 3)
- Macao (Rai 2, 1997–1998)
- Le Iene (Italia 1, 1998–2000)
- Assolo (LA7, 2001)
- Voci (GAY.tv, 2002–2004)
- Pink (GAY.tv, 2003)
- Rumore (GAY.tv, 2003)
- Isolati (Rai 2, 2003)
- Cronache marziane (Italia 1, 2004–2005)
- Frankenstein (Italia 1, 2006)
- TG Show (Sky Show, 2007)
- Votantonio (Rai 2, 2007)
- Ballando con le stelle (Rai 1, dal 2007) – Giurato
  - Ballando con te (Rai 1, 2012) - Giurato
  - Ballando on the Road (Rai 1, dal 2017) - Giurato
  -  Sognando... Ballando con le stelle - Il casting (Rai 1, 2025) - Giurato
  -  Sognando... Ballando con le stelle (Rai 1, 2025) - Giurato
- Celebrity (SKY Vivo, 2007–2008)
- Hot Settanthot (RaiSat Premium, 2008–2009)
- 24mila voci (Rai 1, 2010–2011) – Giurato
- Telenovella (Lei, dal 2011)
- Aggratis! (Rai 2, 2013)[6]
- Sarà Sanremo (Rai 1, 2016) – Giurato
- Diversity Media Awards (Real Time, 2017)
- One World - Together at Home (Rai 1, 2020)

## Radio
- Quando la tv è in vacanza (Rai Radio 2)
- Il Cammello (Rai Radio 2, 2002–2003)
- Rai dire Sanremo (Rai Radio 2, 2003–2004)
- E la chiamano Estate (Rai Radio 2, 2003)
- Musical (Rai Radio 2, 2004)
- PlayWatch (Play Radio, 2005–2007)
- StarSystem (Radio Monte Carlo, 2007–2008)
- Esclusi i presenti (Rai Radio 2, 2010)
- Miracolo italiano (Rai Radio 2, 2011–2020) programma vincitore del Microfono d'oro
- I Miracolati (Radio Capital dal 2022) programma vincitore del Diversity Media Award 2023

## Libri
- 2001 – Lettere alla Iena, Edizioni Libreria Croce
- 2003 – Omo Sapiens, con Antonio Stornaiolo, Edizioni Casa Stornaiolo
- 2005 – Mai più senza. Dizionario del perfetto marziano, Salani Editore
- 2006 – Raffabook. Più che un libro uno show del sabato sera, con Roberto Mancinelli, Sperling & Kupfer
- 2016 – Rainbow Republic, Mondadori
- 2019 – Le parole che mancano al cuore, SEM
- 2020 – Processo ad Oscar Wilde. La legge e l'amore, Edizioni Le Lucerne